# Les Chemins d'étoiles
 (avril 2019).
Les Chemins d'étoiles est un roman de Christian Signol publié en 1987.

## Résumé
En 1941 les parents de Daniel, 10 ans, juif parisien, l'emmènent chez Julia et Baptiste, paysans à Florac. Leur fille, Rose, est mariée à Alphonse et ils ont Lisa, 10 ans, muette et attardée, brusquée par Alphonse. Daniel couche dans la paille de la grange. Alphonse le prend en grippe. Daniel va à l'école et dit être le petit neveu de Baptiste. Baptiste lui montre qu'au ciel, le Chariot suit des chemins d'étoiles. Lisa tombe malade et Daniel la guérit. Baptiste meurt. Alphonse demande aux femmes le départ de Daniel. Elles le confient à Louise. Lisa dépérit et Alphonse le laisse revenir. Daniel apprend que ses parents sont morts. Lisa veut le sauver alors qu'il veut se noyer et ils prennent tous deux les chemins d'étoiles.